# Сейнт Клеър (река)
Сейнт Клеър (на английски: Saint Clair River) е река в Северна Америка, образуваща участък от границата между САЩ (щата Мичиган) и Канада (провинция Онтарио). Река Сейнт Кеър изтича от езерото Хюрън, разположено на височина 176 m и чрез малка делта се влива в езерото Сейнт Клеър, разположено на височина 175 m. Дължината ѝ е 43 km, а площта на водосборния басейн 579 000 km². В устието ѝ са разположени няколко малки острова, 2 от които са канадски. Средният годишен отток на реката е 5200 m³/s. Тя се явява звено от плавателния път по Големите езера. При изтичането ѝ от езерото Хюрън са разположени градовете Порт Хюрън (в САЩ) и Сарния (в Канада), които са свърни с автомобилин мост и малко по̀ на юг – с тунел.